# Hôtel Lefebure de la Malmaison
L'hôtel Lefebure de la Malmaison est un hôtel particulier situé sur l'île Saint-Louis à Paris, en France.

## Localisation

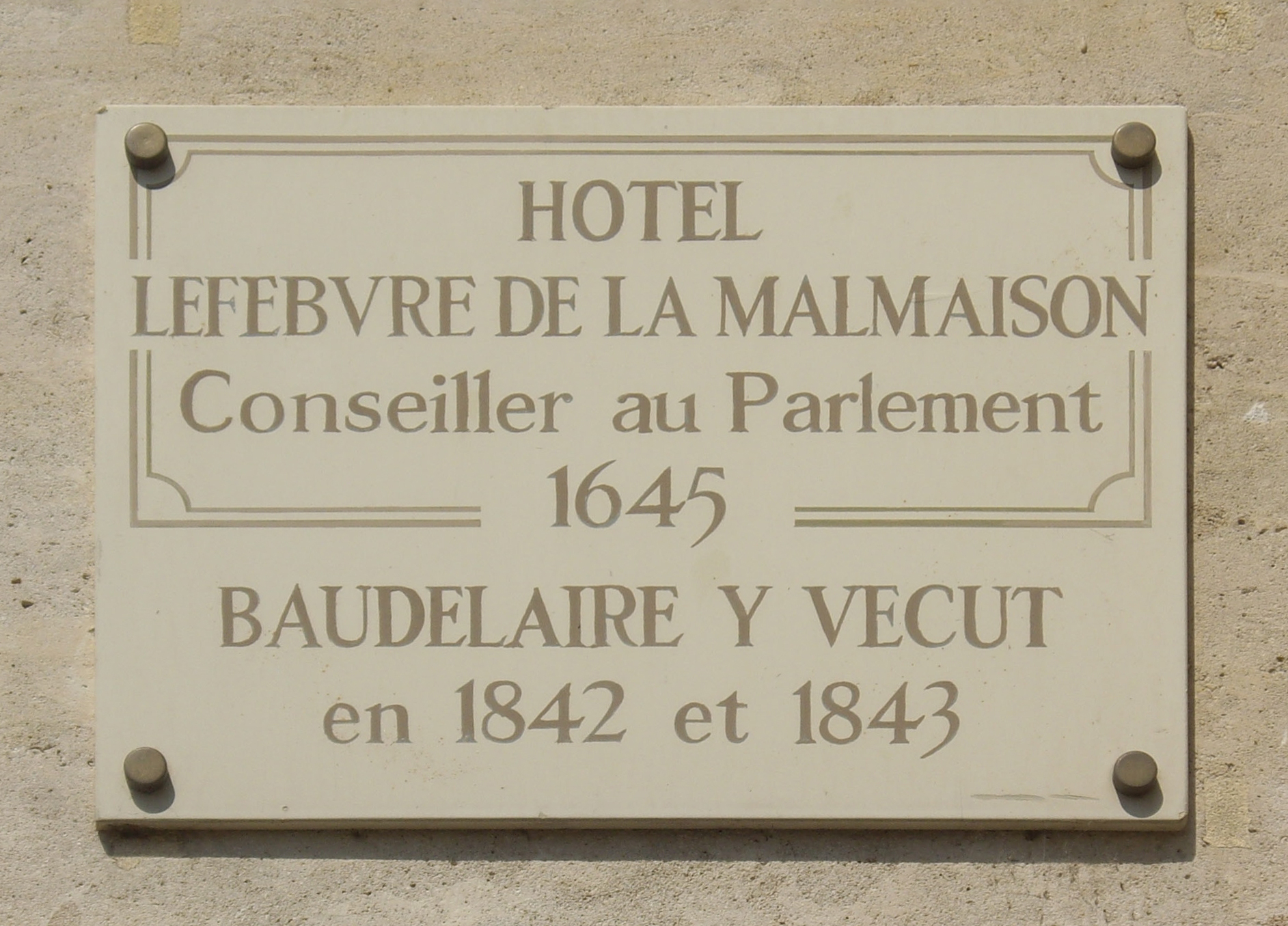
Plaque rappelant le passage de Baudelaire.

L'hôtel est situé dans le 4e arrondissement de Paris, sur la rive sud de l'île Saint-Louis, au 22 quai de Béthune. Il jouxte l'hôtel de Comans d'Astry.

## Histoire

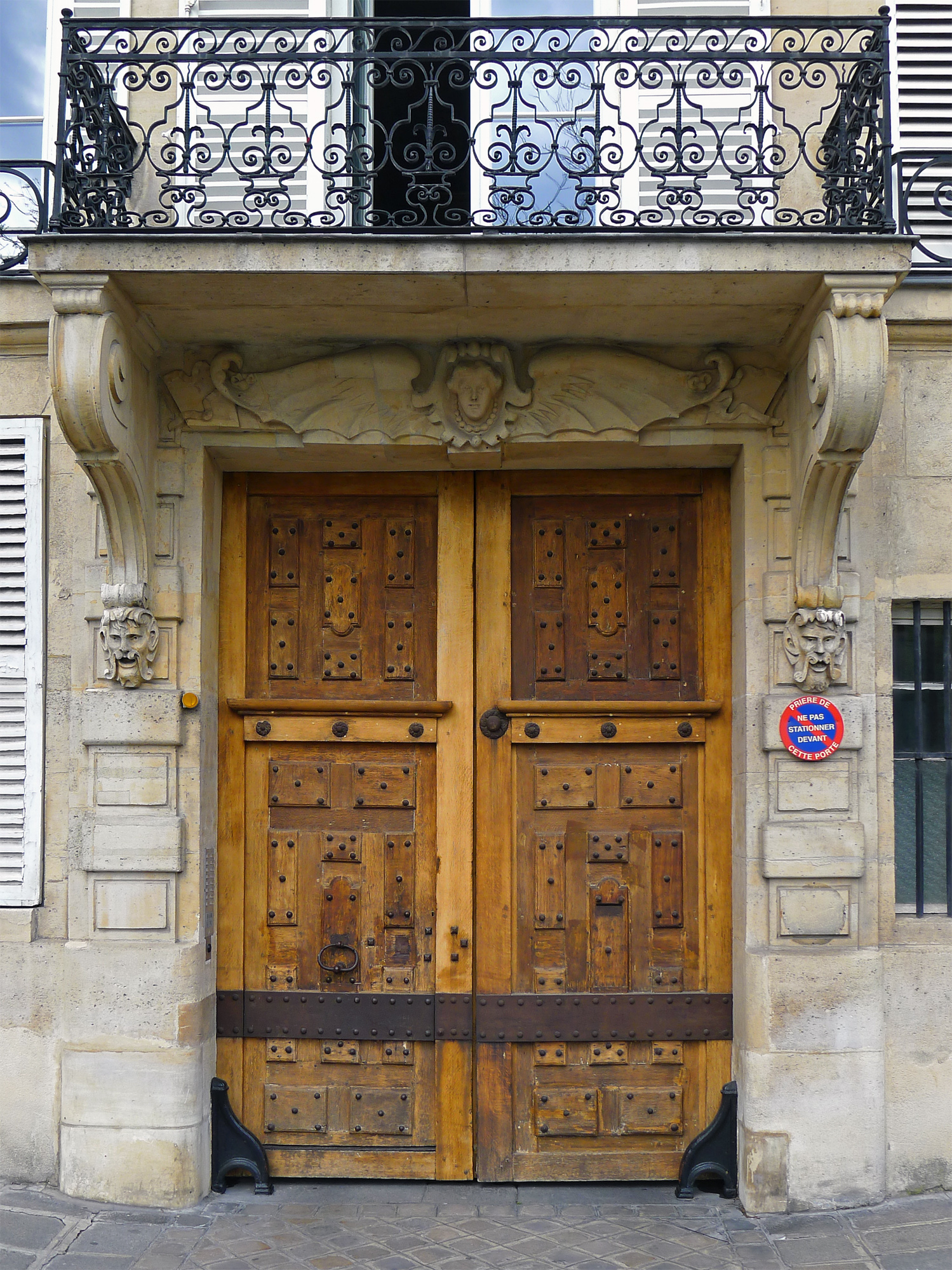
Porte d'entrée.

En 1643 et 1644, les deux frères Antoine Le Febvre de La Barre, conseiller au Parlement de Paris, et François Le Febvre de la Malmaison, maître des comptes, achètent sur l'actuel quai de Béthune un terrain puis le séparent entre eux pour s'y construire chacun un hôtel . Antoine Le Febvre de la Barre fait construire vers 1659 l' hôtel Lefebvre de La Barre , qui porte aujourd'hui le n° 20 quai de Béthune, et son frère, François Le Febvre de la Malmaison, vers 1656, l'hôtel qui porte aujourd'hui le n° 22. Les deux hôtels voisins présentent un modèle similaire, ce qui est rare, tout en différant dans les détails, tels que les motifs du garde-corps en fer forgé qui surmonte chacune des deux portes cochères.
Cet hôtel, au n° 22,  est construit par l'architecte français Louis Le Vau ; les décorations sont l'œuvre des peintres Jean Bérain père, Charles Le Brun, Eustache Lesueur et Pierre Mignard.

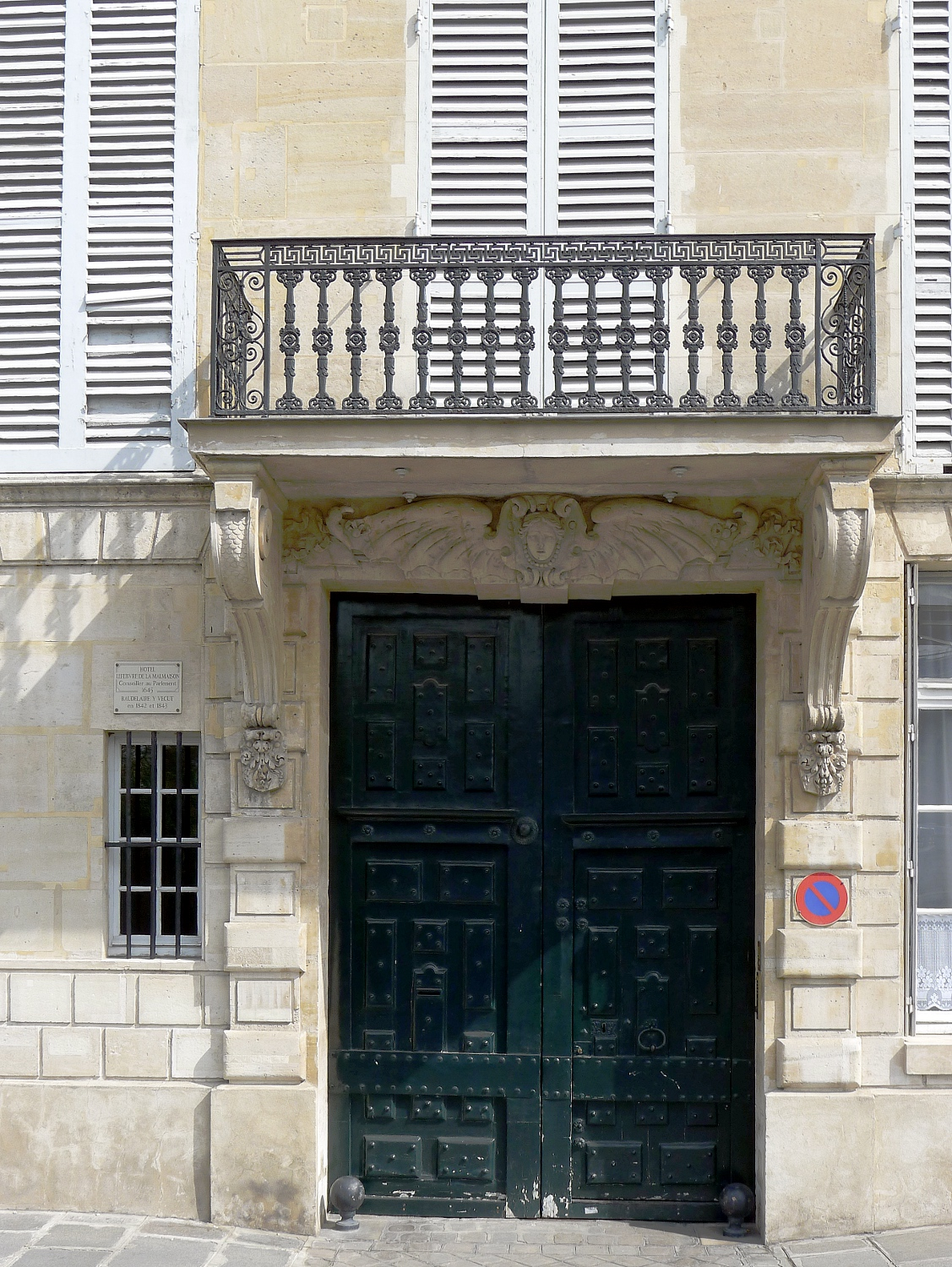
Portail de l'hôtel Lefebvre de La Barre, "jumeau" de l'hôtel Lefebvre de La Malmaison

François Lefebvre de La Malmaison donne en 1663 l'hôtel du n° 22 à son fils, Antoine Lefebvre de La Malmaison, qui en fait don en 1693 à sa fille Catherine Charlotte Lefebvre de La Malmaison, épouse de Michel Chabenat de Bonneuil, introducteur des ambassadeurs. Cette dernière le vend en 1714.
La porte d'entrée est inscrite au titre des monuments historiques en 1926. La cage d'escalier et l'antichambre le sont en 1949. Les décorations intérieures de certaines chambres sont classées en 1959.
Il est aujourd'hui une copropriété.